# Coelioxys salinaria
Coelioxys salinaria är en biart som beskrevs av Cockerell 1925. Coelioxys salinaria ingår i släktet kägelbin, och familjen buksamlarbin. Inga underarter finns listade i Catalogue of Life.